# Макс Спорт
Макс Спорт е група от български платени спортни телевизионни канали, собственост на А1 България.
Първият канал от групата – Макс Спорт 1, стартира на 14 януари 2017 г. като Mtel Sport 1, а вторият такъв – Макс Спорт 2 – на 1 март 2017 г. като Mtel Sport 2. Излъчват спортни събития като футбол от испанската Примера Дивисион, италианската Серия А, холандската Ередивизи, тенис от сериите на ATP World Masters, както и състезанията от сериите MotoGP, лека атлетика от турнира за Диамантената лига, както и други. Част от програмите на каналите са още обзорни и магазинни спортни предавания, токшоута и коментаторни студия. Двата канала на групата, заедно с канала на IMG Media EDGEsport, са част от допълнително платения пакет Мтел Спорт, който е наличен само за абонати на телевизионните услуги на А1, blizoo, Networx-BG и ComNet.,както и Булсатком и Поларис. Третият спортен канал – Макс Спорт 3 стартира на 23 октомври 2018 г. Няколко месеца по-късно на 21 януари 2019 г. стартира и най-новия четвърти канал – Макс Спорт 4.

## Излъчвани събития
- Футбол
  - Шампионска лига – срещи във вторник + финал
  - Лига Европа – избрани срещи + финал
  - Лига на конференциите – избрани срещи + финал
  - Примера Дивисион[4] – всички срещи
  - Серия А[5] – всички срещи
  - Саудитска професионална лига –  избрани срещи
  - Мейджър Лийг Сокър – избрани срещи
  - Сегунда Дивисион – избрани срещи
  - Младежка Шампионска лига – избрани срещи
  - Купа на Краля – избрани срещи + финал
  - Купа на Франция – избрани срещи + финал
  - Купа на Турция – избрани срещи + финал
  - Купа на Шотландия – избрани срещи + финал
  - Копа Либертадорес
  - Копа Судамерикана
  - Купа на Холандия – до 2018 г.
  - Украинска Премиер лига – до 2018 г.
  - Руска Премиер лига – до 2018 г.
  - Китайска суперлига – до 2018 г.
  - Индийска суперлига – 2017/18
- Тенис
  - ATP 1000
  - ATP 500
  - ATP 250
  - ATP Cup
  - ATP Finals
  - ATP Next Gen
  - Mubadala World Tennis Championship
- Баскетбол
  - Евролига
  - Еврокъп
- Волейбол
  - Национална волейболна лига – избрани срещи
  - Суперкупа на България
  - Волейболна лига на нациите
  - Световна купа по волейбол 2019
  - Гранд при по волейбол
  - Световно клубно първенство по волейбол
  - Световно първенство по волейбол за жени
- Моторни спортове
  - Гран При по мотоциклетизъм – MotoGP, Moto2, Moto3
  - Световен рали шампионат
  - Световен рали крос шампионат
  - Австралийски Суперкарс шампионат
  - Nascar Sprint Cup
  - Световен шампионат по спидуей
- Хокей на лед
  - НХЛ
- Лека атлетика
  - Диамантена лига
- Бойни спортове
  - UFC
  - Frank Warren Boxing
- Голф
  - PGA Европейски тур
  - The Open Championship
  - US Open Championship
  - PGA Championship
- Плажен футбол
  - срещи на националния отбор
  - Европейска лига
- Американски футбол
  - Национална футболна лига – 2021/22 – 2023/24

### Телевизионни предавания
- Пред стадиона – всеки понеделник и петък от 20:00
- Брейкпойнт – всеки понеделник от 19:00
- Калчо мания – всеки вторник от 18:30
- LaLiga дневник – всеки вторник от 19:30
- Спорна топка – всяка сряда от 17:30
- Скорост на MAX – всеки четвъртък от 18:30